# Söhne Mannheims
Söhne Mannheims ist eine deutsche Musikgruppe, die 1995 in Mannheim von Xavier Naidoo, Ingo Landeck, Tobias Fouqet, Ulli Wittemann, Claus Eisenmann, Michael Herberger und Billy Davis gegründet wurde. Sowohl die Besetzung als auch die Anzahl der Mitglieder variieren von Zeit zu Zeit.

## Bandgeschichte

### Die Anfänge (1995–1999)
Über die ersten Jahre der Söhne Mannheims ist nur wenig bekannt. Zwei wichtige Mitglieder der Söhne Mannheims, Michael Herberger und Xavier Naidoo, kannten sich bereits aus der Musicalproduktion „The Musical Project“.

### Der Durchbruch mitZion(2000–2003)
Am 1. März 2000 erschien ihre erste Single Wir haben euch noch nichts getan, die allerdings den Sprung in die Charts verpasste. Besser lief es da mit der zweiten Single Geh davon aus, die am 9. Oktober erschien. Sie stieg bis auf Platz 2 der Charts. Am 27. November veröffentlichten sie dann ihr Debütalbum Zion, das direkt auf Platz 4 landete und mit Platin ausgezeichnet wurde. Mit Dein Glück liegt mir am Herzen und The Power of the Sound wurden 2001 noch zwei weitere Singles ausgekoppelt, die allerdings keine nennenswerten Charterfolge feiern konnten.

### Noizund Livealbum (2004–2006)
Mit Vielleicht erschien am 17. Mai 2004 die erste Singleauskopplung aus ihrem zweiten Studioalbum. Mit Platz 9 wurde es ihr zweiter Top-10-Hit. Nur 4 Wochen später veröffentlichten sie dann das Album Noiz, das sofort auf Platz 1 sprang. Es bekam insgesamt (D-AT-CH) 6-fach Platin. Die Doppel-Single Dein Leben / Babylon System kam am 20. August raus. Die dritte Single Und wenn ein Lied, veröffentlicht am 13. Dezember, wurde der bis dato größter Hit der Band, erreichte Platz 2 und wurde mit Gold ausgezeichnet. Mit der im Mai 2005 erschienenen vierten und letzten Singleauskopplung Wenn du schläfst unterstützten sie die Arbeit von World Vision Deutschland und ermutigen ihre Fans selbst tätig zu werden: „Erhebt eure Stimme gegen die Armut!“ Am 25. Juli 2005 kam ihr erstes Live-Album Power of the Sound in den Handel, das es sofort auf Platz 1 schaffte. Es enthielt jeweils 8 Lieder aus Zion und 11 Lieder aus Noiz.

### Sampler und MTV Unplugged (2007–2008)
Am 31. August 2007 erschien mit Söhne, Mond und Sterne ein Sampler, auf dem jedes Mitglied einen eigenen Song beisteuern konnte. Ein Jahr später, am 19. September 2008 veröffentlichten sie das MTV-Unplugged-Doppel-Album Wettsingen in Schwetzingen, das zur Hälfte aus ihren Songs und zur anderen Hälfte aus Solo-Liedern von Xavier Naidoo bestand. Es erreichte, genau wie die einzige Singleauskopplung Das hat die Welt noch nicht gesehen, Platz 1.

### IZ ONundBarrikaden von Eden(2009–2011)
Die erste Single Iz On aus ihrem dritten Studioalbum kam am 26. Juni 2009 (Platz 15) heraus. Das gleichnamige Studioalbum folgte dann zwei Wochen später und erreichte Platz 3. Die zweite Auskopplung Ich wollt nur deine Stimme hör’n erschien am 28. August und erreichte Platz 13. Wenn du mich hören könntest war die dritte und letzte Singleauskopplung und verpasste einen Chartseinstieg. Am 8. April 2011 veröffentlichten sie die Single Ist es wahr (Aim High), der einen Monat später das vierte Studioalbum Barrikaden von Eden folgte. Es stieg sofort auf Platz 2 der Charts ein. Die zweite Single Freiheit (Juli 2011), widmete die Gruppe Amnesty International. Amnesty International führte zusammen mit den Söhnen Mannheims eine Videoaktion anlässlich des 50-jährigen Bestehens der Menschenrechtsorganisation durch. Im Dezember 2011 erschien die dritte und letzte Single Für dich, die allerdings nur Platz 98 erreichte.

### ESC-Vorentscheid undElyZion(2012–2014)
Aus dem Soundtrack des Kinofilms Heiter bis wolkig wurde der Song Gesucht & Gefunden am 31. August 2012 als Single ausgekoppelt. Sie schaffte in ihrer einzigen Chartswoche nur Platz 51. Beim Vorentscheid des ESC 2013 Unser Song für Malmö erreichten sie mit dem Song One Love den dritten Platz. In den Charts allerdings nur Platz 56. Es war die letzte Single der Söhne Mannheims, die die Charts erreichte. Am 21. Februar 2014 erschien das fünfte Studioalbum ElyZion, das es auf Platz 9 schaffte.

### Best-Of undMannHeim(2015–2017)
Am 27. März 2015 veröffentlichten sie ihr erstes Best-Of-Album EvoluZion – 20 Jahre, das es auf Platz 7 schaffte und mit Gold ausgezeichnet wurde. Das am 21. April 2017 veröffentlichte sechste Studioalbum MannHeim, stieg auf Platz 6 der Charts ein. Der umstrittene Song Marionetten erreichte, nur durch Downloads, für eine Woche Platz 56 in den Charts.

### Die neuen Söhne Mannheims (seit 2018)
Seit Anfang 2018 fanden bei den Söhnen große personelle Veränderungen statt. Die Gründungsmitglieder Xavier Naidoo, Michael Herberger und Billy Davis (2020) verließen die Band, und mit Karim Amun und Giuseppe „Gastone“ Porrello wurden zwei neue Sänger ins Kollektiv aufgenommen.
Seit 2020 produzieren und veröffentlichen die neu formierten Söhne Mannheims regelmäßig neue Songs. Am 26. Juni 2020 erschien die Single Moral und am 28. August 2020 die Single Miracle, gefolgt von Eine Million Lieder. Der von Michael Klimas produzierte Song wurde am 28. Mai 2021 veröffentlicht und stieg am 30. Mai auf Platz 53 in die deutschen iTunes-Charts ein.
Da 2021 Konzerte mit der kompletten Band aufgrund der Corona-Situation nicht möglich waren, trat die Gruppe als Quintett „Söhne Mannheims Piano“ auf: Eine Kombination von Florian Sitzmanns Klavierspiel mit mehrstimmigem Gesang und Rap-Einlagen von wechselnden Vokalisten aus dem Söhne-Musikerkollektiv. Die Premiere wurde im Mannheimer Konzerthaus Capitol bei einem Streaming-Konzert präsentiert. Sechs Songs, darunter das neue Söhne-Stück Aus und vorbei erschienen im Dezember 2021 auf der EP Piano – Live@Capitol erschienen.
Nach einer Tournee mit der kompletten Band durch Deutschland und Österreich erschien am 3. Dezember 2021 auch die von Michael Klimas produzierte Single Am andern Ende der Welt, entstanden bei einer Songwriting-Session in Frankfurt im Studio von Giuseppe „Gastone“ Porrello. Das Video zum Song drehte der Regisseur Mikis Fontagnier, die Tanzszenen wurden choreographiert von Stephan Thoss, dem Intendanten der Sparte Tanz am Nationaltheater Mannheim.
Am 10. Juni 2022 erschien die Single „Mut“, geschrieben von Giuseppe „Gastone“ Porrello und produziert von Michael Klimas. „Alles wird gut – wir werden diesen Sturm überstehen“, singen die Söhne im Refrain. In einem parallel veröffentlichten „Deluxe Edit“ sind Söhne-Gründungsmitglied Claus Eisenmann und Rapper Metaphysics mit einem Arien- und Rap-Part zu hören. Das Video zu „Mut“ wurde von Regisseur Mikis Fontagnier unter anderem im Schlossbunker unter dem Mannheimer Barockschloss gedreht.
Am 2. Dezember 2022 wurde die Single Keine Eile veröffentlicht und bei einem Open-Air-Konzert im österreichischen Obertauern live vorgestellt – und gleichzeitig der junge Mannheimer Musiker Thilo Zirr als zweiter Gitarrist neben Michael „Kosho“ Koschorreck. Nach dem Konzert zog sich die Band in einem Hotel des Ortes zu einem mehrtägigen Songwriting-Camp zurück, um am geplanten siebten Söhne Mannheims-Studioalbum „Kompass“ zu arbeiten.
Im Januar 2023 wurde der Mannheimer Gitarrist Thilo Zirr in das Söhne-Bandkollektiv aufgenommen. Er hat an der Mannheimer Popakademie unter anderem bei Söhne Mannheims-Gitarrist Michael „Kosho“ Koschorreck studiert, war bereits als Engineer für die Band tätig und als Tournee-Gitarrist bei Ex-Sohn Mannheims Henning Wehland aktiv.
Am 15. September 2023 veröffentlichten die Söhne Mannheims das siebte Studioalbum „Kompass“. Das Album umfasst 16 Songs, darunter die Single-Auskopplung „Hauptgewinn (feat. Clara Louise)“, eine Kollaboration mit der in Salzburg lebenden Sängerin und Poetin Clara LouiseWeitere Single-Auskopplungen sind die Songs "Kompassnadel" und "New Fire", produziert von Michael Klimas. 
2023 und 2024 war die Band auf „Kompass“-Tour und spielt Konzerte mit drei verschiedenen Formaten: Als Söhne Mannheims mit der kompletten 10-köpfigen Band, als Söhne Mannheims Piano (Pianist Florian Sitzmann am Konzertflügel, Dominic Sanz, Giuseppe „Gastone“ Porrello, Karim Amun, Michael Klimas und Rapper Metaphysics an den Mikrofonen) und Söhne Mannheims Jazz Department (Gitarrist Kosho, Bassist Edward Maclean und Schlagzeuger Ralf Gustkle plus wechselnde Special Guests).
2025 starten die Söhne Mannheims mit einer Kollaboration mit der jungen Schweizer Sängerin und Songschreiberin Tamara Perez. Die junge Schweizerin sorgte in der DSDS-Staffel 2024 für Aufsehen und bewarb sich für einen Auftritt mit den Söhnen in Zürich. Sie performte so überzeugend, dass die Band sie als Feature-Artist zur Single „Fragmente (feat. Tamara Perez)“ eingeladen hat, eine Piano-Ballade in der Tradition des großen Söhne-Hits „Und wenn ein Lied“. 
Am 27. Juni 2025 erschien die Single  „All Right Now“, ein Song von Söhne-Rapper Metaphysics und eine Hommage an den 2024 verstorbenen Söhne-DJ Billy Davis. Das Video zu „All Right Now“ (Regisseur ist Echo-Preisträger Mikis Fontagnier) zeigt Szenen aus 30 Jahren Bandgeschichte.
Mit „30 Jahre Söhne Mannheims − Das Konzert“ kündigte die Band eine Jubiläumsshow in Mannheim am 4. Oktober 2025 an. Als Special Guests sind unter anderem angekündigt Ex-Sohne Mannheims Henning Wehland (Frontmann der Band H-Blockz), Laith Al-Deen und Tamara Perez.

## Kritik
Auf dem Debütalbum der Söhne Mannheims, Zion (2000), befindet sich das Lied Armageddon. Dem Lied zufolge habe die Endzeit mit ihren kriegerischen Ereignissen schon begonnen. Künstlerisch wird dies durch eine „aggressive, harte und pulsierende Musik“ zum Ausdruck gebracht. Das Lied warnt die Hörer, die der Nähe des Weltendes angemessenen Konsequenzen zu ziehen und zu Gott um Gnade zu beten. Xavier Naidoo äußerte, er sehe eine enge Verbindung zwischen dem in Israel, insbesondere in Jerusalem, stattfindenden Nahostkonflikt und Harmagedon als Ort eines endzeitlichen Kampfes.
Das Album MannHeim sorgte für Kritik, wonach einige der Texte, insbesondere im Stück Marionetten, Bezüge zu Verschwörungstheorien enthielten, versteckte Aufrufe zu Selbstjustiz und Gewalt sowie als antisemitisch interpretierbare Passagen. Die Band stellte hierzu fest, es handele sich um einen mit überzogenen Worten formulierten Appell zum Nachdenken über den Missbrauch von Politik. Sie distanzierte sich in Interviews und Livekonzerten von Rassismus und Antisemitismus. Daher nehme man auch an Projekten wie „Rock gegen Rechts“ oder „Schule ohne Rassismus“ teil und spiele Konzerte in Israel.

## Besetzung

### Aktuelle Mitglieder
- Michael Klimas (Gesang)
- Dominic Sanz (Gesang)
- Karim Amun (Gesang)
- Giuseppe „Gastone“ Porrello (Gesang)
- Edward Maclean (Bass)
- Michael Koschorreck (Gitarre)
- Florian Sitzmann (Keyboard)
- Metaphysics (Rap)
- Ralf Gustke (Schlagzeug)
- Thilo Zirr (Gitarre)

### Ehemalige Mitglieder
- Xavier Naidoo (Gesang)[8]
- Michael Herberger (Keyboard)
- Tino Oac (Gesang)
- Billy Davis † (DJ)
- Henning Wehland (Gesang)
- Jonny König (Schlagzeug)
- Bernd Herrmann (Schlagzeug, Percussion)
- Edo Zanki † (Gesang)
- Robbee Mariano † (Bass)
- Tobias Fouqet †
- J-Luv (Gesang)
- Rolf Stahlhofen (Gesang)
- Andreas Bayless (Gitarre)
- Claus Eisenmann (Gesang)
- Marlon B. (Rap)

## Diskografie
Studioalben

| Jahr | Titel Musiklabel                              | Höchstplatzierung, Gesamtwochen, AuszeichnungChartplatzierungen (Jahr, Titel, Musiklabel, Platzierungen, Wochen, Auszeichnungen, Anmerkungen) | Höchstplatzierung, Gesamtwochen, AuszeichnungChartplatzierungen (Jahr, Titel, Musiklabel, Platzierungen, Wochen, Auszeichnungen, Anmerkungen) | Höchstplatzierung, Gesamtwochen, AuszeichnungChartplatzierungen (Jahr, Titel, Musiklabel, Platzierungen, Wochen, Auszeichnungen, Anmerkungen) | Anmerkungen                                                 |
| Jahr | Titel Musiklabel                              | DE | AT | CH | Anmerkungen                                                 |
| ---- | --------------------------------------------- | --- | --- | --- | ----------------------------------------------------------- |
| 2000 | Zion Söhne Mannheims (UMG)                    | DE4 Platin · (32 Wo.)DE | AT3 Gold · (27 Wo.)AT | CH13 Gold · (20 Wo.)CH | Erstveröffentlichung: 27. November 2000 Verkäufe: + 350.000 |
| 2004 | Noiz Söhne Mannheims (UMG)                    | DE1 ×3Dreifachplatin · (72 Wo.)DE | AT1 ×2Doppelplatin · (67 Wo.)AT | CH4 Platin · (64 Wo.)CH | Erstveröffentlichung: 13. Juni 2004 Verkäufe: + 700.000     |
| 2009 | Iz On Söhne Mannheims (Tonpool)               | DE3 Gold · (24 Wo.)DE | AT4 Gold · (19 Wo.)AT | CH4 Gold · (18 Wo.)CH | Erstveröffentlichung: 10. Juli 2009 Verkäufe: + 125.000     |
| 2011 | Barrikaden von Eden Söhne Mannheims (Tonpool) | DE2 Gold · (19 Wo.)DE | AT2 (25 Wo.)AT | CH2 (19 Wo.)CH | Erstveröffentlichung: 13. Mai 2011 Verkäufe: + 100.000      |
| 2014 | ElyZion Söhne Mannheims (Tonpool)             | DE9 (6 Wo.)DE | AT4 (6 Wo.)AT | CH9 (8 Wo.)CH | Erstveröffentlichung: 21. Februar 2014                      |
| 2017 | MannHeim Söhne Mannheims (Tonpool)            | DE6 (8 Wo.)DE | AT8 (4 Wo.)AT | CH10 (9 Wo.)CH | Erstveröffentlichung: 21. April 2017                        |
| 2023 | Kompass Söhne Mannheims (Tonpool)             | DE66 (1 Wo.)DE | — | — | Erstveröffentlichung: 15. September 2023                    |

## Auszeichnungen
- Goldene Stimmgabel 2001 in der Sonderkategorie „Beste Band Hip Hop“
- Echo 2005 in der Kategorie „Beste Band Rock/Pop national“
- Comet 2005 für Noiz in der Kategorie „Bestes Album“
- Comet 2005 für Und wenn ein Lied in der Kategorie „Bester Download-Song“
- Goldene Stimmgabel 2005 in der Kategorie „Beste Band Pop“

## Publikationen
- … Mitten unter Euch (Fotoalbum)
- Best of (Songbuch)

## Belege
1. ↑  Gespräch mit Michael Herberger, SCHALL Nr. 1 (Sommer 2015), abgerufen am 8. September 2016
2. ↑  Erhebt eure Stimme gegen die Armut! Archiviert vom Original (nicht mehr online verfügbar) am 19. Februar 2008; abgerufen am 9. Juli 2010.
3. ↑  Der Liedtext befindet sich sowohl im Booklet als auch in den meisten Internetquellen nur verkürzt (zum Beispiel Söhne Mannheims Songtexte (Memento vom 15. September 2012 im Webarchiv archive.today)). Bei Michael Ganster: Christlich spirituelle Inhalte in zeitgenössischer Popmusik am Beispiel Xavier Naidoos und ihre Rezeption bei Jugendlichen. Konstanz 2003, S. 81–86 ist der gesamte Text einschließlich des am Lied angehängten Audiokommentars aufgeführt.
4. ↑  Ganster, Popmusik 39.
5. ↑  Vgl. Ganster, Popmusik 41
6. ↑  Vgl. das Interview bei Ganster, Popmusik 115.
7. ↑  Leonie Feuerbach in Frankfurter Allgemeine Zeitung: „Marionetten“ von Xavier Naidoo soll Reichsbürger-Hymne sein, veröffentlicht am 3. Mai 2017, zuletzt abgerufen am 17. Mai 2017
8. ↑  Um Xavier Naidoo wird es einsam. In: n-tv.de. 12. März 2020, abgerufen am 13. März 2020.